# ایلین چاو
ایلین چاو (انگلیسی: Elaine Chao؛ زادهٔ ۲۶ مارس ۱۹۵۳) سیاستمدار جمهوری‌خواه تایوانی-آمریکایی است و وزیر حمل و نقل ایالات متحده آمریکا است.
چاو در کابینهٔ جرج دبلیو بوش وزارت کار ایالات متحدهٔ آمریکا را بر عهده داشت. او که در تایپه، تایوان از والدینی اهل سرزمین اصلی چین متولد شده، نخستین تایوانی-آمریکایی و نخستین آسیایی-آمریکایی منصوب شده به کابینهٔ یک رئیس‌جمهور در تاریخ آمریکا است. همسر او میچ مکانل هم‌اکنون رهبر اکثریت سنای ایالات متحده است.

## استعفا
استعفای وزیر حمل و نقل کابینه ترامپ